# Coupe de France féminine 2024/25
Der Wettbewerb um die Coupe de France féminine in der Saison 2024/25 war die 24. Ausspielung des französischen Fußballpokals für Frauenmannschaften. Verpflichtend ist die Teilnahme nur für die Frauschaften der ersten bis dritten Liga. Auch Vereine aus Frankreichs überseeischen Gebieten können für diesen Wettbewerb melden.
Titelverteidigerinnen waren die Frauen des Paris Saint-Germain FC, die 2025 erneut das Endspiel erreicht haben, in dem sie in einem reinen Hauptstadtduell aber den Frauen des Paris FC bei dessen überhaupt erster Finalteilnahme unterlagen.

## Regularien
Der Wettbewerb wurde auch in dieser Saison nach dem klassischen Pokalmodus ausgetragen; das heißt insbesondere, dass die jeweiligen Spielpaarungen ohne Setzlisten oder eine leistungsmäßige beziehungsweise ab dem Achtelfinale ohne regionale Vorsortierung der Vereine aus sämtlichen noch im Wettbewerb befindlichen Klubs ausgelost werden und lediglich ein Spiel ausgetragen wird, an dessen Ende ein Sieger feststehen muss (und sei es durch ein Elfmeterschießen – eine Verlängerung bei unentschiedenem Stand nach 90 Minuten ist nicht vorgesehen), der sich dann für die nächste Runde qualifiziert, während der Verlierer ausscheidet. Auch das Heimrecht wird für jede Begegnung durch das Los ermittelt – mit Ausnahme des Finales, das auf neutralem Platz an jährlich wechselnden Orten stattfindet –, jedoch mit der Einschränkung, dass Klubs, die gegen eine mindestens zwei Ligastufen höher spielende Elf anzutreten haben, automatisch Heimrecht bekommen.
Nach Abschluss der von den regionalen Untergliederungen des Landesverbands FFF organisierten Qualifikationsrunden griffen die in dieser Ausspielung lediglich elf Zweitligisten sowie der Sieger aus der Karibik in der sogenannten ersten Bundesrunde (Premier tour fédéral), die zwölf Erstligisten im Sechzehntelfinale in den Wettbewerb ein. Die Vereine der D3 mit Ausnahme am Pokal nicht teilnahmeberechtigter zweiter Teams eines Klubs – das betraf 2024/25 Olympique Lyon und Montpellier HSC – müssen bereits in der vorletzten regionalen Runde antreten. Dadurch, dass es nur noch zwölf D2-Frauschaften gibt, können sich seit der Vorsaison zwölf unterklassige Vereine mehr als zuvor für diese erste Bundesrunde qualifizieren; zum regionalen Verteilungsschlüssel der Zahl von Qualifikanten siehe den Pokal-Saisonartikel 2022/23. In der Runde der letzten acht Teilnehmer waren aber dennoch lediglich fünf Erst- und drei Zweitligisten vertreten, während die vier letzten reinen Amateurfrauschaften unterhalb der D3 im Sechzehntelfinale ausgeschieden waren.

## Zweiunddreißigstelfinale
Spiele am 15. Dezember 2024.
Die Vereine der drei landesweiten Ligen sind mit D1, D2 bzw. D3 gekennzeichnet; i. E. = im Elfmeterschießen
| - FC Metz (D2) – Le Puy Foot (D3) 4:0 - USL Dunkerque – US Orléans (D2) 2:9 - FC Annecy – OGC Nizza (D2) 0:6 - AS Cannes (D3) – FEC Bastia 5:1 - ASJ Soyaux – ESOF La Roche (D3) 0:2 - US Quevilly Rouen (D3) – SC Amiens 3:1 - Bourges Foot (D3) – FC Tours 2:2, 4:2 i. E. - Clermont Foot (D3) – AS Nancy 7:0 - FC Plérin – FC Lorient 0:2 - SF Orvault – Limoges Football 7:2 | - RC Lens (D2) – RC Roubaix Wervicq (D3) 1:2 - AJ/Stade Auxerre (D3) – OSC Lille (D2) 1:1, 3:5 i. E. - ALC Longvic (D3) – FC Thonon Évian (D2) 0:0, 4:5 i. E. - FF Nîmes MG (D3) – Olympique Marseille (D2) 0:10 - AF Rodez (D2) – Albi Marssac TF (D3) 2:0 - FC Toulouse (D2) – US Colomiers (D3) 1:0 - Le Mans FC (D2) – RC Saint-Denis (D3) 4:1 - ES Paris Seizième – CBOSL Angers (D3) 0:1 - AS Musau Strasbourg – VGA Saint-Maur 3:3, 3:4 i. E. - AS Châtenoy-le-Royal – FC Canet Roussillon 3:1 |

## Sechzehntelfinale
Spiele am 12., zwei Nachholspiele am 15. Januar 2025.
| - FC Metz (D2) – FC Nantes (D1) 0:3 - Clermont Foot (D3) – FCO Dijon (D1) 0:6 - SF Orvault – FC Fleury (D1) 0:12 - US Orléans (D2) – Le Mans FC (D2) 0:2 - FC Toulouse (D2) – OGC Nizza (D2) 3:0 - FC Thonon Évian (D2) – AF Rodez (D2) 3:0 - VGA Saint-Maur – RC Strasbourg (D1) 0:4 - ESOF La Roche (D3) – FC Lorient 2:1 | - Stade Reims (D1) – Olympique Lyon (D1) 0:0, 10:9 i. E. - AS Saint-Étienne (D1) – Olympique Marseille (D2) 2:1 - OSC Lille (D2) – EA Guingamp (D1) 4:1 - RC Roubaix Wervicq (D3) – Paris FC (D1) 0:5 - Bourges Foot (D3) – Montpellier HSC (D1) 0:4 - US Quevilly Rouen (D3) – Le Havre AC (D1) 0:1 - CBOSL Angers (D3) – Paris Saint-Germain FC (D1) 0:3 - AS Châtenoy-le-Royal – AS Cannes (D3) 1:1, 3:4 i. E. |

## Achtelfinale
Spiele am 24.–26. Januar 2025
| - Montpellier HSC (D1) – Le Havre AC (D1) 0:2 - FC Thonon Évian (D2) – FCO Dijon (D1) 0:2 - ESOF La Roche (D3) – Paris FC (D1) 0:6 - AS Cannes (D3) – Le Mans FC (D2) 0:5 | - FC Nantes (D1) – Paris Saint-Germain FC (D1) 1:6 - Stade Reims (D1) – AS Saint-Étienne (D1) 0:2 - FC Toulouse (D2) – FC Fleury (D1) 3:3, 4:2 i. E. - RC Strasbourg (D1) – OSC Lille (D2) 1:1, 6:7 i. E. |

Klassentiefste Teams waren zwei Drittligisten, die das Achtelfinale aber beide nicht überstanden.

## Viertelfinale
Spiele am 7. und 9. Februar 2025
| - Paris FC (D1) – FCO Dijon (D1) 2:0 - Le Havre AC (D1) – FC Toulouse (D2) 2:1 | - Le Mans FC (D2) – Paris Saint-Germain FC (D1) 0:4 - OSC Lille (D2) – AS Saint-Étienne (D1) 0:3 |

## Halbfinale
Spiele am 8./9. März 2025
| - Le Havre AC (D1) – Paris FC (D1) 1:2 | - AS Saint-Étienne (D1) – Paris Saint-Germain FC (D1) 1:2 |

## Finale
Spiel am 3. Mai 2025 im Stade de l’Épopée von Calais vor 8.108 Zuschauern
- Paris FC – Paris Saint-Germain FC 0:0, 5:4 i. E.

### Aufstellungen
PFC: Chiamaka Nnadozie – Melween N’Dongala, Célina Ould Hocine (Teninsoun Sissoko, 89.), Deja Davis, Lou Bogaert – Gaëtane Thiney  (Kenza Roche Dufour, 76.), Daphne Corboz (Margaux Le Mouël, 72.), Kaja Korošec, Maëlle Garbino (Théa Greboval, 89.) – Kessya Bussy, Clara Matéo
Trainerin: Sandrine Soubeyrand
PSG: Katarzyna Kiedrzynek – Élisa De Almeida, Griedge Mbock Bathy, Paulina Dudek  (Jade Le Guilly, 72.), Tara Elimbi Gilbert (Marie-Antoinette Katoto, 61.) – Onema Grace Geyoro (Jennifer Echegini, 90.+2), Jackie Groenen, Korbin Albert, Crystal Dunn-Soubrier – Romée Leuchter (Sakina Karchaoui, 60.), Merveille Kanjinga
Trainer: Fabrice Abriel
Schiedsrichterin: Audrey Gerbel (Ligue Paris-Île-de-France)

### Elfmeterschießen
| Paris FC          | Paris SG             |
| ----------------- | -------------------- |
| 1:0 Greboval      | 1:1 Leuchter         |
| Matéo (Querlatte) | 1:2 Katoto           |
| 2:2 Korošec       | 2:3 Karchaoui        |
| 3:3 Bussy         | Albert (gehalten)    |
| 4:3 Le Mouël      | 4:4 Mbock Bathy      |
| 5:4 Sissoko       | Le Guilly (gehalten) |